# Veni Sancte Spiritus (Mozart)
Veni Sancte Spiritus (KV 47) ist eine geistliche Chormotette von Wolfgang Amadeus Mozart. Er komponierte sie 1768 in Wien im Alter von 12 Jahren und setzte sie in C-Dur für gemischten Chor, Soli, Orchester und Orgel.
Das Werk ist in zwei Teile gegliedert: die Vertonung der eigentlichen Pfingstantiphon und ein ausgedehntes Alleluia. Der Chor singt fast durchgehend, mit Ausnahme von kurzen jeweils zweistimmigen Soloeinwürfen. Die Orchesterbesetzung umfasst 2 Oboen, 2 Hörner, 2 Trompeten, 2 Pauken, Streicher und Orgel. Es lassen sich große Einflüsse der Kirchenmusik seines Vaters Leopold Mozart sowie Michael Haydns und Johann Ernst Eberlins erkennen.
Die Tatsache, dass der Text mit denselben Worten beginnt wie die bekannte Pfingstsequenz, führte zur weit verbreiteten Annahme, es handle sich um eine Vertonung dieser Sequenz. Als Textvorlage diente jedoch die Antiphon Veni Sancte Spiritus, reple tuorum corda fidelium, eine frühere Antiphon zum Magnificat in der Vesper am Pfingsfest. Mozart setzte als Untertitel „Offertorium“ hinzu.
Das Alleluia im zweiten Teil wird manchmal auch in Gottesdiensten außerhalb des Pfingstfestes allein aufgeführt.